# Shara Gillow
Shara Marche (geboortenaam: Gillow) (Nambour, (Queensland), 23 december 1987) is een Australisch voormalig wielrenster. Ze werd viermaal Australisch kampioene tijdrijden (waarvan driemaal op rij) en viermaal Oceanisch kampioene op de weg en in de tijdrit.

## Carrière
Shara Gillow werd in 2010 zesde op het Australisch kampioenschap tijdrijden. Later dat jaar reed ze in haar thuisland in Geelong het wereldkampioenschap; ze werd achtste in de tijdrit. In 2011 won ze het Australisch kampioenschap tijdrijden, won ze zowel de weg- als tijdrit van het Oceanisch kampioenschap en werd ze 12e op het WK tijdrijden in Kopenhagen. Nadat ze 18e en 15e werd in de Spaans-Baskische wedstrijden Emakumeen Saria en Emakumeen Bira, tekende ze op 23 juni van dat jaar een contract bij de Spaans-Baskische ploeg Bizkaia-Durango. Op 2 juli won ze de tweede etappe van de Giro Donne en werd negende in het eindklassement. Twee weken later eindigde ze met haar derde plaats op het eindpodium van de Thüringen Rundfahrt.

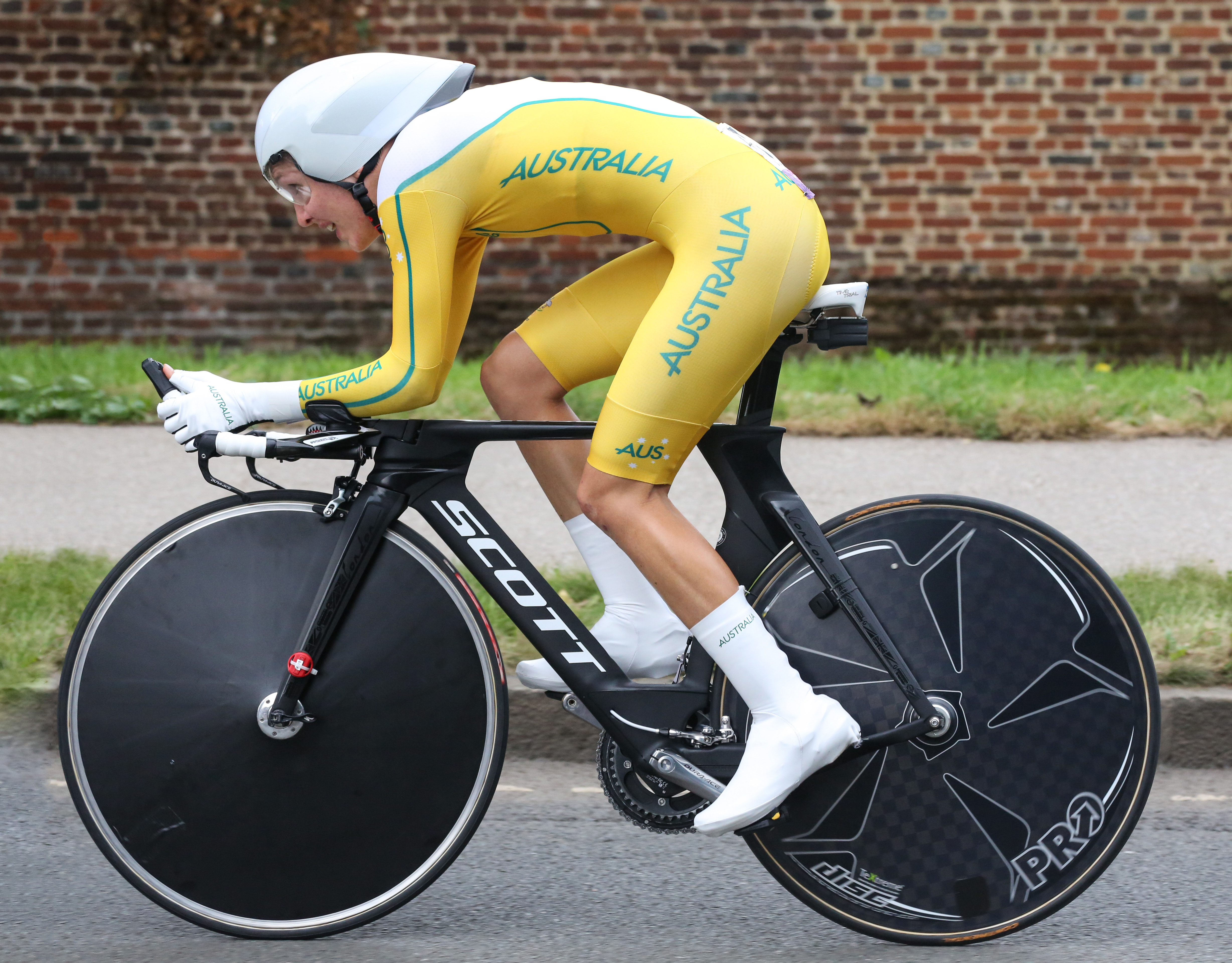
Shara Gillow tijdens de tijdrit van de Olympische Zomerspelen 2012 in Londen.

Ze tekende in 2012 bij Orica-AIS. Ze werd dat jaar zowel Australisch als Oceanisch kampioene tijdrijden. In de Women's Tour of New Zealand werd ze tweede in het eindklassement op één seconde achter Evelyn Stevens. In bijna alle individuele tijdritten van dat jaar eindigde ze in de top tien, inclusief de tiende plaats op het WK tijdrijden. Met haar ploeg werd ze tweede in de ploegentijdritten van zowel de wereldbeker in Zweden, in de Holland Ladies Tour als in het WK ploegentijdrit in Valkenburg.

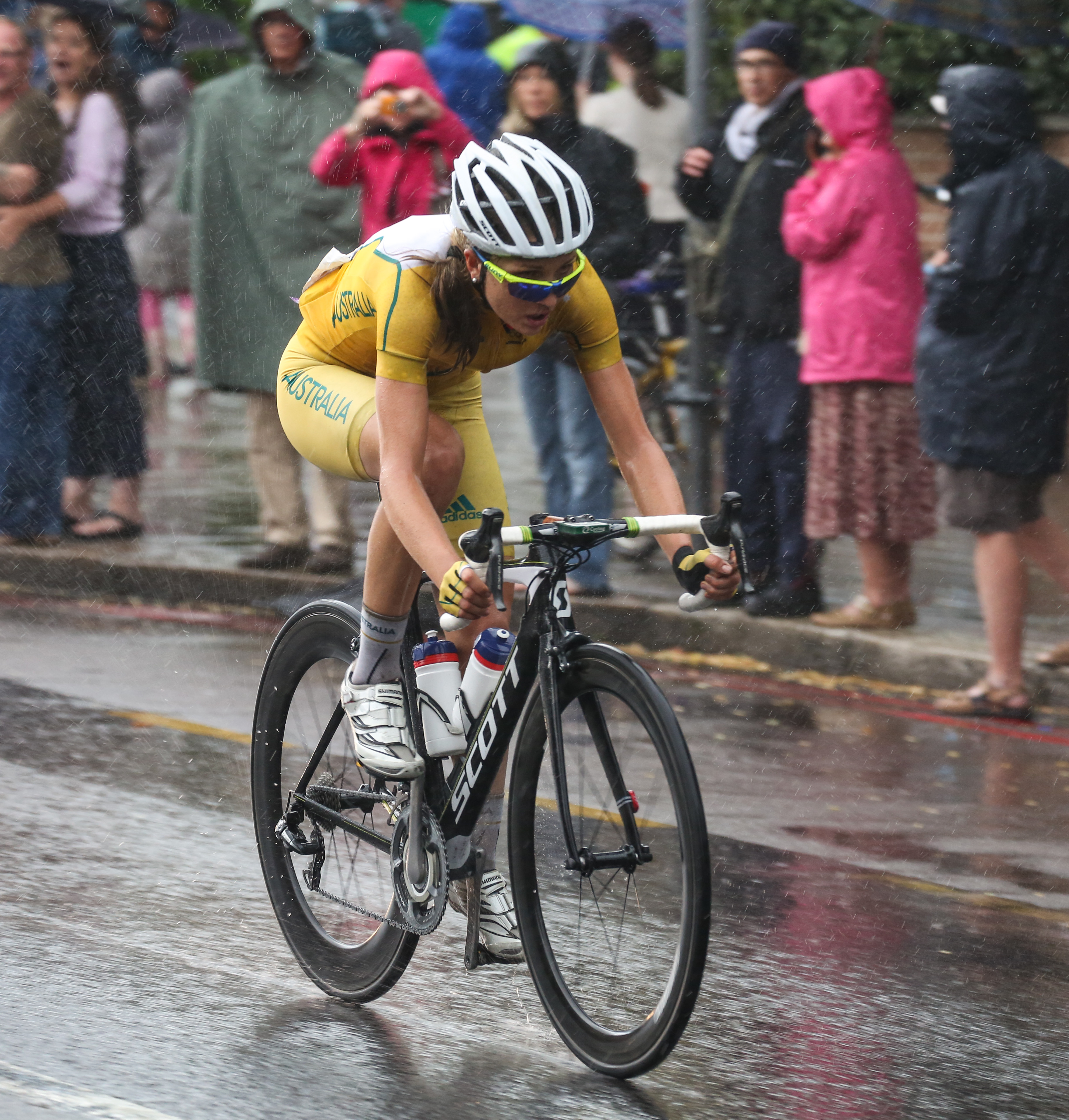
Shara Gillow tijdens de wegrit van de Olympische Zomerspelen 2012 in Londen.

Gillow werd in 2012 geselecteerd voor de Olympische Spelen in Londen. Daar werd ze 13e in de individuele tijdrit en 39e in de wegwedstrijd. Voor de Spelen in 2016 in Rio de Janeiro werd ze niet geselecteerd, naar eigen zeggen omdat enkel rensters van Orica-AIS geselecteerd werden.
In 2013 won ze voor de derde keer op rij het Australisch kampioenschap tijdrijden. Ze won de slotrit van de Ronde van Trentino en werd hierdoor zevende in het eindklassement. In de afsluitende tijdrit van de Giro Rosa werd ze derde, waardoor ze vierde werd in het eindklassement. Twee weken later won ze de tijdrit in de Ronde van Thüringen en eindigde, net als in 2011, op het eindpodium, deze keer op de tweede plaats, maar wederom achter Emma Johansson, die nu haar ploeggenote was. In de Chrono Champenois won ze brons, net als met haar ploeg in de Open de Suède Vårgårda en op het WK ploegentijdrit.
Gillow werd in 2014 derde in het eindklassement van de BeNe Ladies Tour, die gewonnen werd door haar ploeggenote Emma Johansson. Tijdens de Gemenebestspelen 2014 in Glasgow werd ze zesde in de tijdrit, op ruim één minuut van winnares Linda Villumsen; in de wegrit werd ze 17e. In 2015 won ze haar vierde nationale titel in de tijdrit. Met haar ploeg Rabobank-Liv won ze dat jaar de wereldbeker ploegentijdrit Open de Suède Vårgårda en won ze brons op het WK ploegentijdrit in Richmond. In 2016 reed ze met de Australische nationale selectie in de Gracia Orlová. Ze werd derde in de tweede etappe en tweede in zowel de tijdrit, het eind- als het puntenklassement.

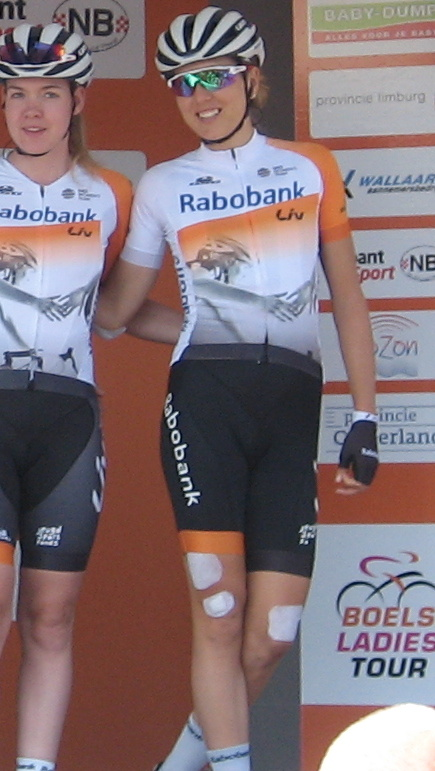
Gillow in de Holland Ladies Tour 2016.

Gillow reed drie jaar voor de Australische ploeg Orica-AIS, vervolgens twee jaar voor het Nederlandse Rabobank-Liv en stapte per 2017 samen met Roxane Knetemann over naar het Franse FDJ Nouvelle-Aquitaine Futuroscope. Voor deze ploeg werd ze vijfde in de Waalse Pijl, zesde in Strade Bianche, zevende in de eerste vrouweneditie van Luik-Bastenaken-Luik en achtste in de Tour de Yorkshire.

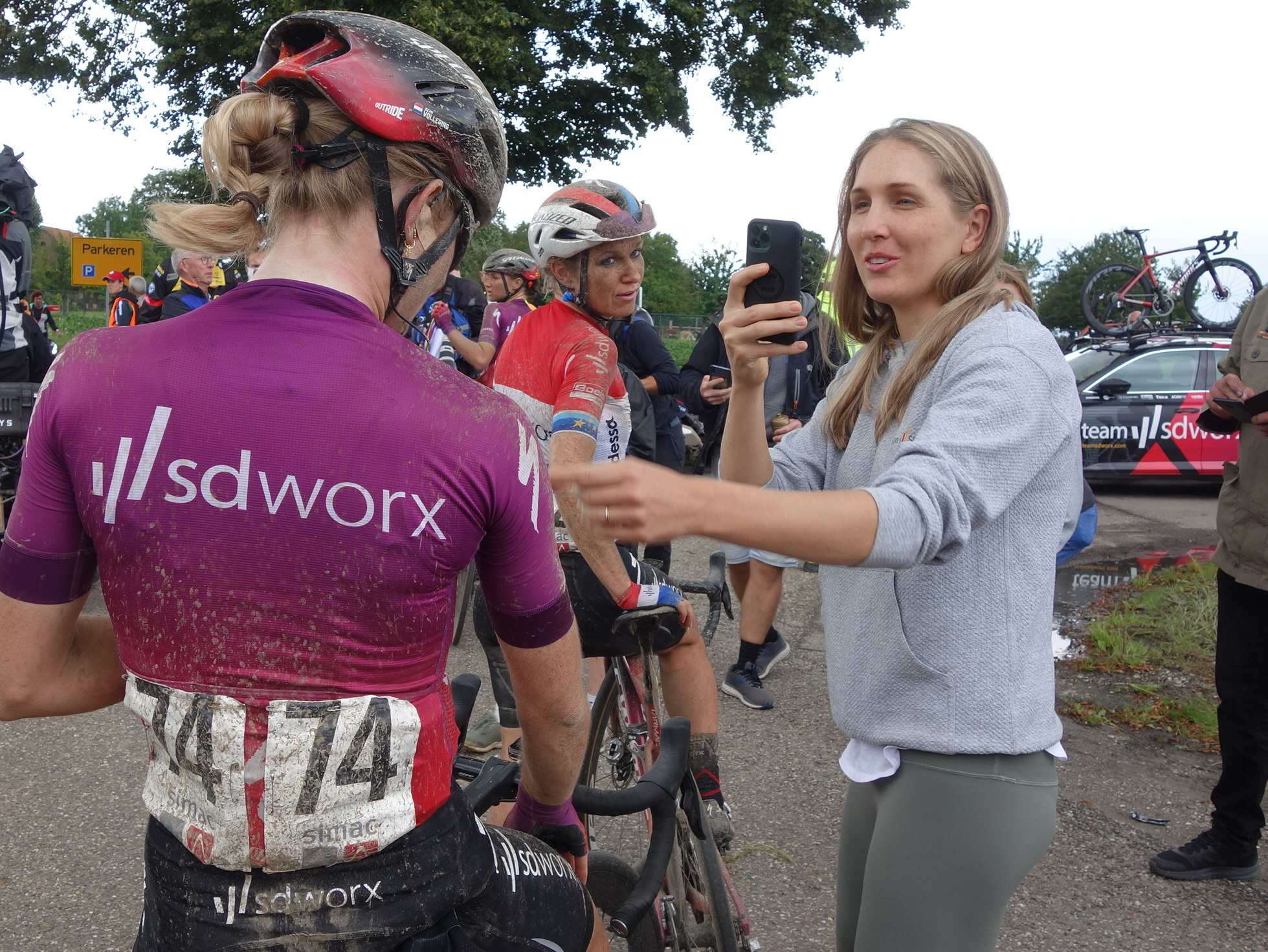
Als verzorger bij Team SD Worx in 2021.

In oktober 2020 maakte ze bekend te stoppen als wielrenster. In januari 2021 ging ze aan de slag als voedingsdeskundige bij Team SD Worx.

## Persoonlijk leven
Shara Gillow trouwde in april 2019 met Nicolas Marche, voormalig ploegleider bij FDJ Nouvelle-Aquitaine Futuroscope.

## Belangrijkste overwinningen
2010
1e etappe Mersey Valley Tour (ITT)
2011
 Australisch kampioene tijdrijden
 Oceanische kampioenschap op de weg
 Oceanische kampioenschap tijdrijden
2e etappe Ronde van Italië
2012
 Australisch kampioene tijdrijden
 Oceanische kampioenschap tijdrijden
 Oceanische kampioenschap op de weg
3e etappe Bay Cycling Classic
 Open de Suède Vårgårda (ploegentijdrit)
 WK Ploegentijdrit (met Orica-AIS)
2013
 Australisch kampioene tijdrijden
2e etappe Ronde van Trentino
4e etappe Ronde van Thüringen (ITT)
 Open de Suède Vårgårda (ploegentijdrit)
 WK Ploegentijdrit (met Orica-AIS)
2014
 Oceanische kampioenschap tijdrijden
 Australisch kampioenschap tijdrijden
 Oceanisch kampioenschap op de weg
3e etappe Santos Women's Cup
2015
 Australisch kampioen tijdrijden
Open de Suède Vårgårda (ploegentijdrit)
 WK Ploegentijdrit (met Rabo-Liv)
 Australisch kampioenschap op de weg
2016
 Australisch kampioenschap tijdrijden
2017
 Australisch kampioenschap tijdrijden
2018
 Australisch kampioenschap tijdrijden

### Uitslagen in klassiekers en WK
| Jaar | Gent-Wevelgem | Ronde van Vlaanderen | Amstel Gold Race | Luik-Bast.‑Luik | Trofeo Alfredo Binda | Waalse Pijl | Strade Bianche |  | WK op de weg |
| ---- | ------------- | -------------------- | ---------------- | --------------- | -------------------- | ----------- | -------------- |  | ------------ |
| 2009 |               |                      |                  |                 |                      |             |                |  |              |
| 2010 |               |                      |                  |                 |                      |             |                |  |              |
| 2011 |               | 31e                  |                  |                 | 63e                  | 39e         |                |  | 89e          |
| 2012 |               |                      |                  |                 | 38e                  |             |                |  | 53e          |
| 2013 |               |                      |                  |                 | 38e                  | 31e         |                |  | 31e          |
| 2014 |               | 61e                  |                  |                 | 29e                  | 22e         |                |  |              |
| 2015 |               |                      |                  |                 | 33e                  | 27e         | 17e            |  |              |
| 2016 |               |                      |                  |                 |                      |             | 15e            |  |              |
| 2017 | 63e           | 25e                  | 15e              | 7e              | 17e                  | 5e          | 6e             |  | 24e          |
| 2018 |               | opgave               | 33e              | 9e              | 30e                  | 6e          | buit.tijd      |  | 35e          |
| 2019 |               | 55e                  | opgave           |                 | 29e                  | 13e         | 18e            |  |              |
| 2020 |               |                      |                  |                 |                      |             |                |  | opgave       |

## Ploegen

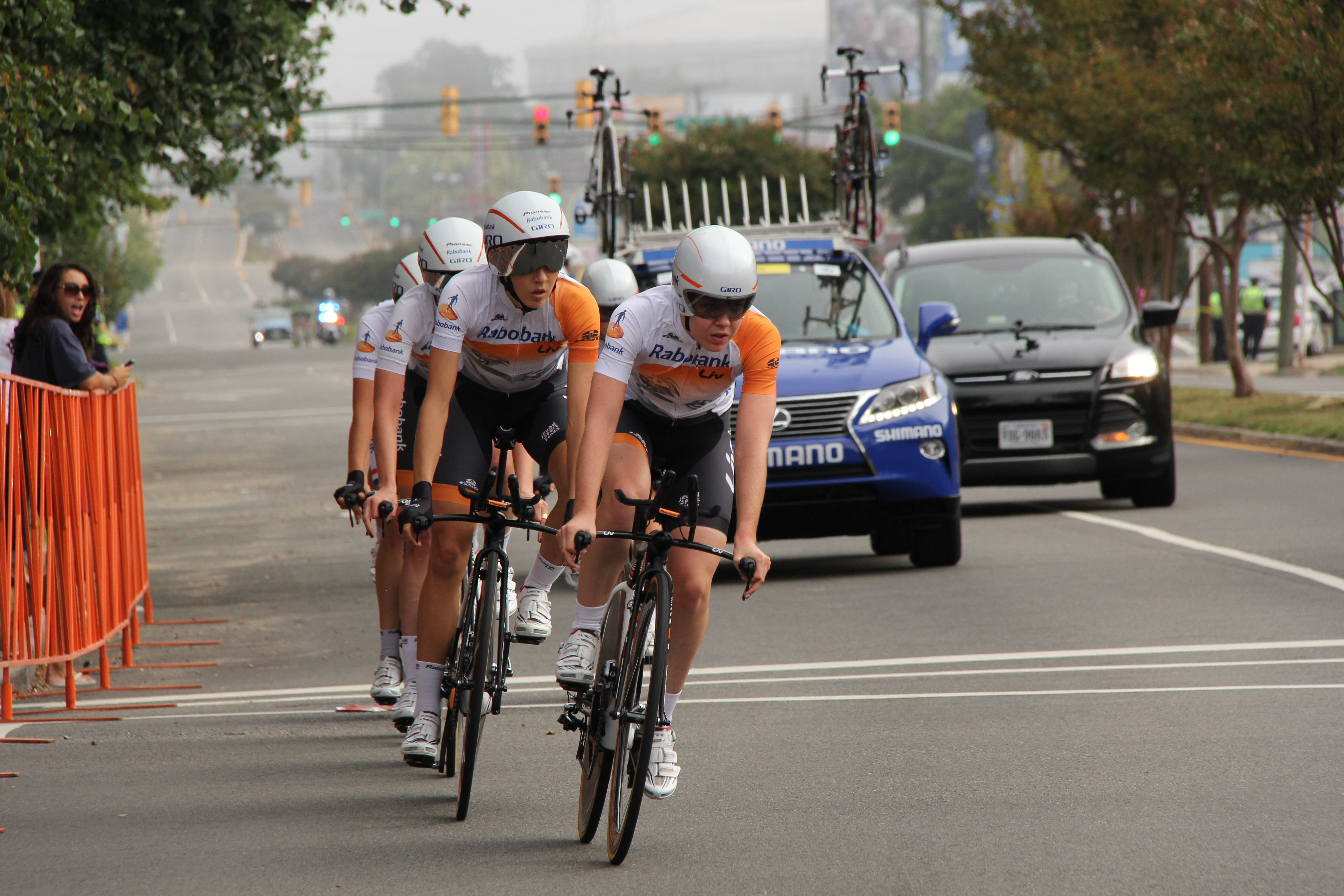
Brons in de WK ploegentijdrit 2015.

- 2011:  Bizkaia-Durango (vanaf 23 juni)
- 2012:  Orica-AIS
- 2013:  Orica-AIS
- 2014:  Orica-AIS
- 2015:  Rabo-Liv
- 2016:  Rabo-Liv
- 2017:  FDJ Nouvelle-Aquitaine Futuroscope
- 2018:  FDJ Nouvelle-Aquitaine Futuroscope
- 2019:  FDJ Nouvelle-Aquitaine Futuroscope
- 2020:  FDJ Nouvelle-Aquitaine Futuroscope

Arndt · Cromwell · Fry · Gillow · Gunnewijk · Häusler · Hoskins · MacLean · Rhodes · Spratt · Villumsen
Cromwell · Edmondson · Elvin · Gillow · Gu · Gunnewijk · Hoskins · Johansson · MacLean · Spratt
Edmondson · Elvin · Garfoot · Gillow · Gunnewijk · Hoskins · Johansson · MacLean · Scandolara · Spratt · Sulzberger · Taylor
Brand · De Jong · Ferrand-Prévot · Gillow · Knauer · Knetemann · Korevaar · Koster · Niewiadoma · Stultiens · Tenniglo · Van der Breggen · Vos
Brand · De Jong · Ferrand-Prévot · Gillow · Kastelijn · Knetemann · Korevaar · Koster · Niewiadoma · Tenniglo · Van der Breggen · Vos
Biannic · Bravard · Demay · Dreville · Duval · Eraud · Fournier · Gillow · Guilman · Knetemann · Richioud · Yonamine
Bravard · Demay · Duval · Fournier · Gillow · Grossetête · Guilman · Kitchen · Muzic · Richioud · Slik · Tenniglo
Becker · Borgli · Bravard · Demay · Duval · Fahlin · Gillow · Grossetête · Guilman · Kitchen · Le Net · Muzic · Richioud · Wiel
Borgli · Chapman · Duval · Fahlin · Gillow · Grossetête · Guilman · Kitchen · Le Net · Muzic · Uttrup Ludwig · Wiel